# Kleinbrauerei Schorschbräu
Schorschbräu GmbH is een Duitse brouwerij in Gunzenhausen, Beieren, gespecialiseerd in zware bieren.

## Geschiedenis
Brouwerij Schorschbräu werd in 1996 door Georg Tscheuschner opgericht. In de tijden van een dalende bierconsumptie besloot de brouwer zich te concentreren op bieren met hoge alcoholpercentages. De bieren worden allen gebrouwen volgens het Duitse reinheitsgebot en daarna via de eisbock-methode naar hogere alcoholpercentages gebracht.
Schorschbräu Schorschbock (31%) is een bokbier dat bij het verschijnen het sterkste bier ter wereld was. Omdat de Schotse brouwerij BrewDog telkens een sterker bier uitbracht, volgden nog zwaardere versies van 40% en 43% en ten slotte de Schorschbock Finis Coronat Opus van 57,5%, tot op heden het sterkste (commerciële) bier ter wereld.

## Bieren[2]
- Schorschbock, een aantal eisbock-bieren met een alcoholpercentage tussen 13 en 43%, waarvan een aantal oak aged
- Schorschweizen, weizenbieren met een alcoholpercentage van 13% en 16%
- Schorschbock Finis Coronat Opus, een eisbock met een alcoholpercentage van 57%